# Brevipalpus favus
Brevipalpus favus är en spindeldjursart som beskrevs av Mohammad Nazeer Chaudhri 1972. Brevipalpus favus ingår i släktet Brevipalpus och familjen Tenuipalpidae. Inga underarter finns listade.